# Harry Grey (4e comte de Stamford)
Pour les articles homonymes, voir Harry Grey (homonymie) et Grey.
Harry Grey, 4e comte de Stamford (18 juin 1715 - 30 mai 1768) est un pair anglais, appelé Lord Grey de 1720 à 1739.

## Biographie

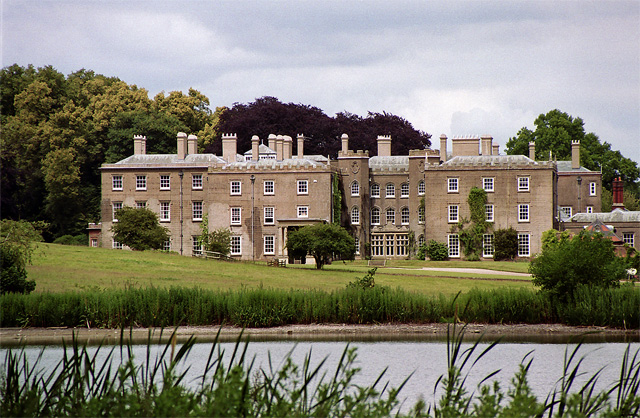
Enville Hall, Staffordshire

Harry Grey est né à Enville Hall, petit-fils de Nathan Wright et fils aîné de Harry Grey, 3e comte de Stamford. Il fait ses études à Rugby et à Westminster.
En 1736, il épouse Mary Booth, fille unique et héritière de George Booth, 2e comte de Warrington. Ils ont trois enfants :
- George Grey, 5e comte de Stamford (1737-1819)
- Booth Grey (1740-1802), député pour Leicester de 1774 à 1784, marié, avec un fils et une fille[3],[4]
- John Grey (1743 - 12 juillet 1802), marié et sans descendance

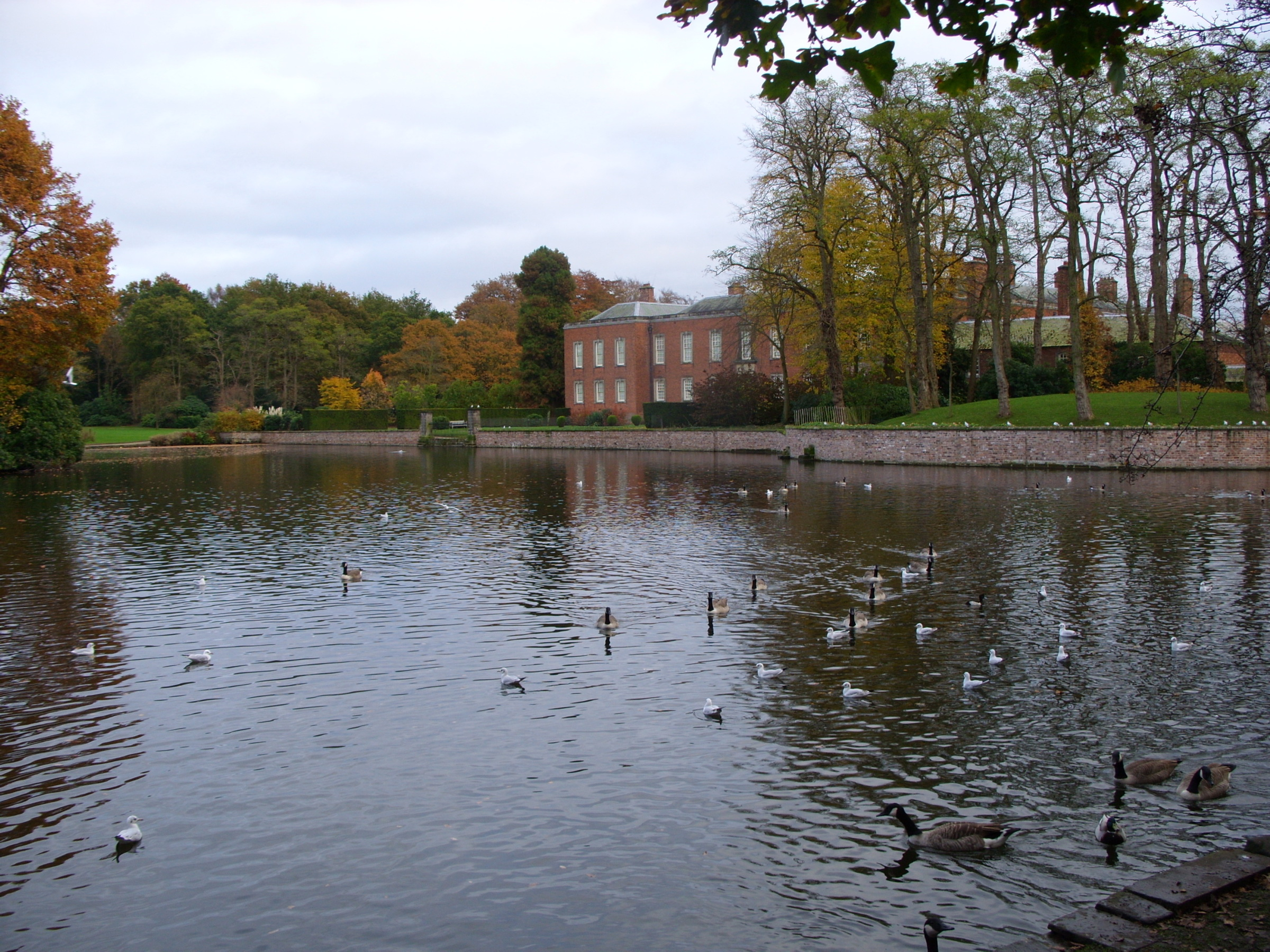
Dunham Massey Hall, Cheshire

En 1738, il représente le Leicestershire à la Chambre des communes britannique, et entre en 1739 à la Chambre des lords après avoir hérité du comté. Le 3 mars 1744, il est nommé lieutenant adjoint du Lincolnshire et le 8 mars également du Staffordshire.
Il hérite des domaines Grey de Bradgate Park (en) à Leicestershire et Enville dans le Staffordshire, mais a décidé de faire d'Enville Hall le siège de la famille. Le domaine de Bradgate House a donc été muré et le parc y est réservé à la chasse et au gibier. Les terrains d'Enville (750 acres) ont été considérablement réaménagés au milieu du 18e siècle. Mary, la comtesse de Stamford a également hérité de grands domaines situés à Dunham Massey dans le Cheshire, et à Stalybridge dans le Lancashire, à la mort de son père en 1758.
Il meurt à Enville Hall et est remplacé comme Comte de Stamford par son fils aîné George, futur comte de Stamford et Warrington.